# Rémi Borgeot
Rémi Borgeot (* 21. März 1989) ist ein ehemaliger französischer Biathlet.
Rémi Borgeot startet für den Club des Sports Megéve. Er bestritt seine ersten internationalen Rennen 2006 im Rahmen der Junioren-Rennen des IBU-Cups. Zu seinem ersten internationalen Großereignis wurden die Biathlon-Juniorenweltmeisterschaften 2007 in Martell, bei denen der Franzose 23. des Einzels, 47. des Sprints, 32. der Verfolgung und 13. mit der Staffel wurde. 2008 gewann er in Ruhpolding hinter Uladsimir Aljanischka die Silbermedaille im Sprintrennen, wurde Sechster in Verfolgung und Einzel sowie mit Ludwig Ehrhart, Martin Fourcade und Jean-Guillaume Béatrix Fünfter im Staffelrennen. Im weiteren Jahresverlauf nahm er an den Rollski-Juniorenrennen der Sommerbiathlon-Weltmeisterschaften 2008 in der Haute-Maurienne teil und wurde Elfter des Sprints und Achter der Verfolgung. Es folgten die Biathlon-Juniorenweltmeisterschaften 2009 in Canmore, bei denen Borgeot 54. des Einzels, 33. des Sprints, 27. der Verfolgung und mit Mathieu Souchal, Yann Guigonnet und Jean-Guillaume Béatrix Staffel-Fünfter wurde. Letzte Junioren-WM wurden die Biathlon-Juniorenweltmeisterschaften 2010 in Torsby, bei denen er Achter des Sprints und Elfter der Verfolgung wurde. Mit Souchal, Ehrhart und Guigonnet gewann er hinter der deutschen Vertretung als Startläufer mit der Staffel die Silbermedaille. Kurz darauf nahm er auch an den Juniorenrennen der Biathlon-Europameisterschaften 2010 in Otepää teil. Borgeot gewann im Einzel hinter Andrei Turgenew und Andrij Wosnjak die Bronzemedaille, wurde 17. des Sprints, Siebter der Verfolgung und gewann mit Leslie Mercier, Sophie Boilley und Yann Guigonnet den Titel im Mixed-Staffelrennen.
Seit der Saison 2008/09 startet Borgeot bei den Männern, seine ersten Rennen bestritt er hier im Rahmen des IBU-Cups in Obertilliach, wo er im Einzel 92. wurde und im folgenden Sprint als 25. erste Punkte gewann. 2011 erreichte er in Osrblie als Zehnter eines Einzels eine erste Top-Ten-Platzierung und verbesserte diese in Annecy bis auf Rang acht. Erstes Großereignis wurden die Biathlon-Europameisterschaften 2011 in Ridnaun. Borgeot wurde 44. des Einzels, 40. des Sprints und 23. der Verfolgung. Im Staffelrennen wurde er mit Béatrix, Ehrhart und Florent Claude als Schlussläufer Sechster.